# زويدي (الريف الشرقي)
زويدي (بالفارسية: زویدی رمضان) هي منطقة سكنية تقع في إيران في قسم الريف الشرقي الريفي. يقدر عدد سكانها بـ 102 نسمة بحسب إحصاء 2016.